# Liste der Landschaftlich Schönen Orte in der Präfektur Ehime

Lage der Präfektur Ehime in Japan

Diese Liste der Landschaftlich Schönen Orte in der Präfektur Ehime umfasst Denkmäler der Kategorie Landschaftlich Schöner Ort der japanischen Präfektur Ehime. Diese können auf nationaler Ebene durch den Minister für Bildung, Kultur, Sport, Wissenschaft und Technologie oder den Leiter des Amtes für kulturelle Angelegenheiten ausgewiesen werden sowie auf Präfektur- oder Gemeindeebene. Neben den ausgewiesenen gibt es noch registrierte Landschaftlich Schöne Orte, die begrenztere Unterstützung und Schutz erhalten. Der Schutz und Erhalt der Stätten ist nach dem 1950 in Kraft getretenen Kulturgutschutzgesetz geregelt, welches das „Gesetz zum Erhalt historischer und landschaftlich schöner Stätten und Naturdenkmäler“ (史蹟名勝天然紀念物保存法 Shiseki meishō tennenkinenbutsu hozonhō) von 1919 ablöste.

## Auszeichnungskriterien
Mögliche Auszeichnungskriterien für Landschaftlich Schöne Orte sind:
1. Parks und Gärten
2. Brücken und Dämme
3. Blühende Bäume, blühende Wiesen, Laubfärbung im Herbst, grüne Bäume und andere Orte mit dichtem Bewuchs
4. Orte mit Vögeln, Wildtieren, Fischen, Insekten und anderem
5. Felsen und Höhlen
6. Schluchten, Wasserfälle, Gebirgsbäche, Abgründe
7. Seen, Sümpfe, Feuchtgebiete, schwimmende Inseln, Quellen
8. Sanddünen, Nehrungen, Küsten, Inseln
9. Vulkane, Onsen
10. Berge, Hügel, Hoch- und Tiefebenen, Flüsse
11. Aussichtspunkte

## Legende
- Denkmal: Name des Landschaftlich Schönen Ortes; darunter steht die japanische Bezeichnung
- Lage: Lage des Ortes sowie Koordinaten
- Beschreibung und Anmerkungen: Kurze Beschreibung des Ortes sowie eventuelle Anmerkungen zu weiteren Ausweisungen
- Ausweisungsdatum: Datum der Ausweisung als Landschaftlich Schöner Ort und zusätzlich bei Besonderen Landschaftlich Schönen Orten in Klammern das Ausweisungsdatum als Besonderes Naturdenkmal
- Typ: Nummer des Auszeichnungskriteriums oder der Auszeichnungskriterien
- Links: Weblink zum Landschaftlich Schönen Ort in der Datenbank der Nationalen Kulturgüter Japans sowie auf den Wikidata-Eintrag (Symbol: )
- Bild: Repräsentatives Bild des Landschaftlich Schönen Ortes und gegebenenfalls ein Link zu weiteren Fotos des Kulturdenkmals im Medienarchiv Wikimedia Commons

## National ausgewiesene Landschaftlich Schöne Orte
Stand 1. Juli 2021 sind dreizehn Landschaftlich Schöne Orte auf nationaler Ebene ausgewiesen.
| Denkmal | Lage              | Beschreibung und Anmerkungen               | Ausweisungsdatum | Typ   | Links | Bild            |
| --- | ----------------- | ------------------------------------------ | ---------------- | ----- | ----- | --------------- |
| Iwaya 岩屋 Iwaya | Kumakōgen (Karte) |                                            | 7. Nov. 1944     | 5     |       | weitere Bilder  |
| Furu-Iwaya 古岩屋 Furu-Iwaya                                                                                             | Kumakōgen (Karte) |                                            | 7. Nov. 1944     | 5     |       | weitere Bilder  |
| Shishimagahara 志島ヶ原 Shishimagahara                                                                                   | Imabari (Karte)   |                                            | 21. Feb. 1941    | 8     |       | Bild gesucht BW |
| Senbiki-no-Sakura 千疋のサクラ Senbiki-no-sakura                                                                         | Imabari (Karte)   |                                            | 13. Dez. 1941    | 3     |       | Bild gesucht BW |
| Ōmishima 大三島 Ōmishima                                                                                                 | Imabari (Karte)   |                                            | 19. Sep. 1942    | 8, 10 |       | weitere Bilder  |
| Tensha-en 天赦園 Tensha-en                                                                                               | Uwajima (Karte)   |                                            | 20. Mai 1968     | 1     |       | weitere Bilder  |
| Hashihama 波止浜 Hashihama                                                                                               | Imabari (Karte)   |                                            | 30. Mai 1938     | 8     |       |                 |
| Yawata-yama 八幡山 Yawata-yama                                                                                           | Imabari (Karte)   |                                            | 7. Nov. 1944     | 11    |       | Bild gesucht BW |
| Hōkokuji-Garten 保国寺庭園 Hōkokuji teien                                                                                | Seiyo (Karte)     |                                            | 16. Okt. 1975    | 1     |       |                 |
| Omogo-kei 面河渓 Omogo-kei                                                                                               | Kumakōgen (Karte) | erweitert am 13. Dezember 1937             | 28. Feb. 1933    | 5, 6  |       | weitere Bilder  |
| Hoshigamori (Yokomine-ji Ishizuchi-san Yōhaijo) 星ヶ森(横峰寺石鎚山遥拝所) Hoshigamori (Yokomineji Ishizuchisan yōhaijo) | Saijō (Karte)     |                                            |                  |       |       |                 |
| Ehemaliger Garten der Familie Hirose 旧広瀬氏庭園 Kyū-Hirose-shi teien                                                   | Niihama (Karte)   | am Hirose Memorial Museum (広瀬歴史記念館) | 13. Feb. 2018    |       |       | weitere Bilder  |
| Garyū-Sansō-Garten 臥龍山荘庭園 Garyū sansō teien                                                                        | Ōzu (Karte)       |                                            |                  |       |       | weitere Bilder  |

## Auf Präfekturebene ausgewiesene Landschaftlich Schöne Orte
Stand 1. März 2021 sind elf Orte auf Präfekturebene ausgewiesen.
| Denkmal                                                                           | Lage                | Beschreibung und Anmerkungen                                                                                          | Ausweisungsdatum | Typ | Links | Bild            |
| --------------------------------------------------------------------------------- | ------------------- | --- | ---------------- | --- | ----- | --------------- |
| Seigōji-Garten 西江寺庭園 Seigōji teien                                           | Uwajima (Karte)     | | 24. Okt. 1950    |     |       | Bild gesucht BW |
| Besshi Line 別子ライン Besshi-rain                                                | Niihama (Karte)     | Bild gesucht BW | 4. Nov. 1955     |     |       | weitere Bilder  |
| Kinsha-See - Tomisato-Tal 柳瀬ダム 及び 富郷渓谷 Kinsha-ko oyobi Tomisato-keikoku | Shikokuchūō (Karte) | | 24. Nov. 1954    |     |       |                 |
| Nishiyama 西山 Nishi-yama                                                         | Seiyo (Karte)       | | 24. Okt. 1950    |     |       | weitere Bilder  |
| Hōōkehara 法王ヶ原 Hōōkehara                                                      | Kamijima (Karte)    | | 13. Feb. 1953    |     |       | Bild gesucht BW |
| Mikushi 御串山 Mikushi-yama                                                       | Imabari (Karte)     | | 8. März 1968     |     |       | Bild gesucht BW |
| Sugō-san 大寶寺 Sugō-san                                                          | Kumakōgen (Karte)   | | 8. März 1968     |     |       |                 |
| Mimido-dake 御三戸嶽 Mimido-dake                                                  | Kumakōgen (Karte)   | | 6. Apr. 1971     |     |       |                 |
| Kinzan Shusseki-ji 金山出石寺 Kinzan Shussekiji                                   | Ōzu (Karte)         | | 27. Nov. 1951    |     |       | weitere Bilder  |
| Stätte der Burg Mitaki 三滝城跡 Mitaki-jō seki                                    | Seiyo (Karte)       | auch eine Historische Stätte auf Präfekturebene                                                                       | 8. März 1968     |     |       | Bild gesucht BW |
| Kashima 鹿島 Kashima                                                              | Ainan (Karte)       | Eine 1,3 km² große, unbewohnte Insel, die etwa 500 Meter westlich der zu Shikoku gehörenden Nishiumi-Halbinsel liegt. | 4. Nov. 1955     |     |       |                 |

## Auf Gemeindeebene ausgewiesene Landschaftlich Schöne Orte
Stand 1. Mai 2021 sind 30 Orte auf Gemeindeebene ausgewiesen, darunter:
| Denkmal | Lage            | Beschreibung und Anmerkungen                                                         | Ausweisungsdatum | Typ | Links | Bild            |
| --- | --------------- | ------------------------------------------------------------------------------------ | ---------------- | --- | ----- | --------------- |
| Nibukawa-Tal 鈍川渓谷 Nibu-kawa keikoku                                                                    | Imabari (Karte) |                                                                                      | 1. Apr. 1963     |     |       | Bild gesucht BW |
| Hachiman-yama - Inuzuka-Teich - Sakurei-zan 八幡山・犬塚池・作礼山 Hachiman-yama・Inuzuka-ike・Sakurei-zan | Imabari (Karte) |                                                                                      | 1. März 1964     |     |       |                 |
| Shirai-Wasserfall 白猪の滝 Shirai-no-taki                                                                  | Tōon (Karte)    | Wasserfall mit 96 m Höhe. Jährlich am 3. November findet ein Festival vor Ort statt. |                  |     |       | weitere Bilder  |
| Namegawa-Tal 滑川渓谷 Name-gawa keikoku                                                                    | Tōon (Karte)    |                                                                                      |                  |     |       | weitere Bilder  |
| Meigenji-Garten 明源寺庭園 Meigenji teien                                                                  | Uwajima (Karte) |                                                                                      |                  |     |       | Bild gesucht BW |
| Kongōzan-Garten 金剛山庭園 Kongōzan teien                                                                  | Uwajima (Karte) |                                                                                      |                  |     |       | weitere Bilder  |
| Ryūgezan-Garten 龍華山庭園 Ryūgezan teien                                                                  | Uwajima (Karte) |                                                                                      |                  |     |       | weitere Bilder  |

## Registrierte Landschaftlich Schöne Orte
Stand 1. Juli 2021 sind drei Orte auf nationaler Ebene registriert (im Gegensatz zu ausgewiesen).
| Denkmal                                                                | Lage                      | Beschreibung und Anmerkungen                                            | Registrierungsdatum | Typ | Links | Bild           |
| ---------------------------------------------------------------------- | ------------------------- | ----------------------------------------------------------------------- | ------------------- | --- | ----- | -------------- |
| Hyōtan-jima 瓢箪島 Hyōtan-jima                                         | Imabari, Onomichi (Karte) | Unbewohnte Insel in der Seto-Inlandsee mit einer Fläche von 17.576,3 m² | 27. März 2013       | 8   |       | weitere Bilder |
| Shijūshima 四十島 Shijūshima                                           | Matsuyama (Karte)         | Insel aus Granodiorit, die auch Tānātō („Turner-Insel“) genannt wird    | 6. Feb. 2007        | 8   |       | weitere Bilder |
| Ehemaliger Garten der Yatsuzuka-Familie 八束氏庭園 Yatsuzuka-shi teien | Matsuyama                 |                                                                         |                     |     |       | Bild gesucht   |